# 篠巻政利

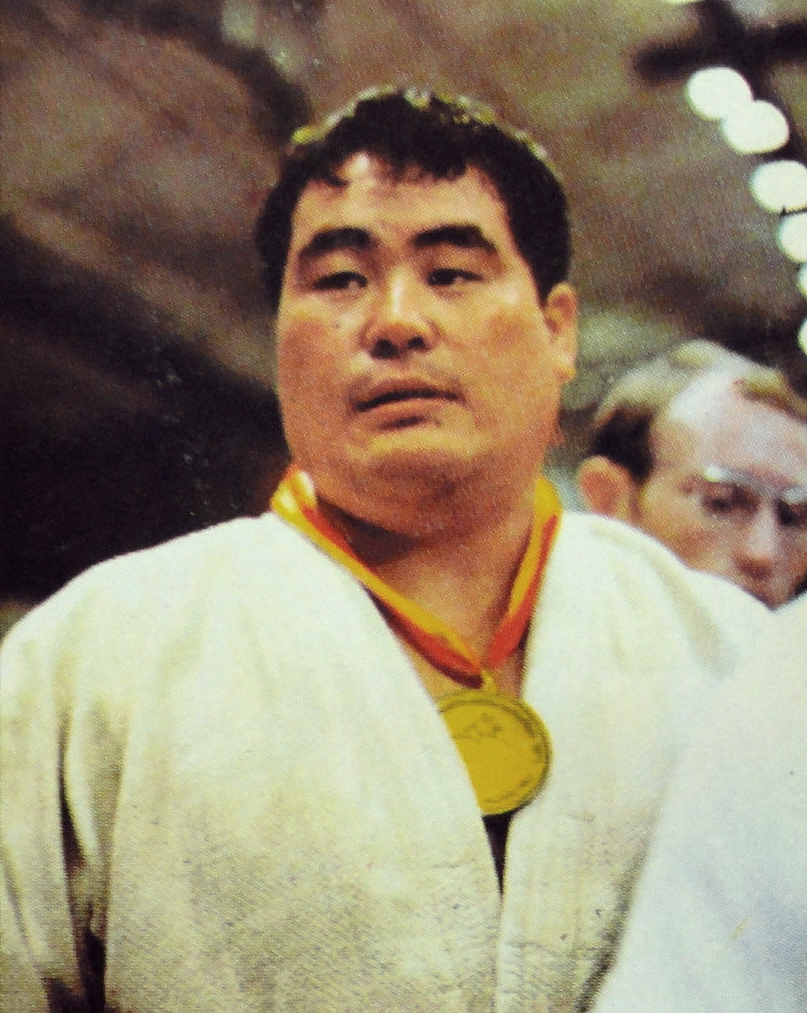
篠巻政利

篠巻 政利（しのまき まさとし、1946年10月6日 - ）は、千葉県南房総市白浜町（旧 千葉県安房郡白浜町）出身の柔道家。身長181cm。体重115kg。1960年代後半〜1970年代前半に活躍した。
本人談(2024/07/28 南房総市スポーツ少年団 白浜柔道クラブの指導時)、「生まれは山口県下関市だが３歳で安房郡白浜町にきて子供・学生時代を過ごした。海によく行っていた。」とのこと。
インターネット上の「山口県下関市出身」の情報は、この出生地によるものと思われる。

## 経歴
篠巻の柔道は、旧 白浜町立長尾中学校（後に、白浜中学校・長尾中学校は統合し白浜町立白浜中学校となる）より始まった。
篠巻が中学3年になる年、隣の千倉町立千倉中学校より柔道顧問となる教師が長尾中学校に赴任、長尾中に柔道部が創設された。篠巻はこの柔道部の初期部員となる。
同じ白浜町出身の柔道家である高木長之助は篠巻の後輩である。
千葉県立安房高等学校、明治大学卒業。メキシコシティでの第六回世界柔道選手権、ルートヴィヒスハーフェンでの第七回世界柔道選手権、両大会無差別級連覇。1970年の全日本柔道選手権優勝者。1972年ミュンヘンオリンピック柔道無差別級代表。得意技は大外刈りや内股というポピュラーな立ち技であった。
ミュンヘンオリンピック無差別級代表。事前の予想ではオランダの『赤鬼』ウィレム・ルスカに過去2戦2勝と勝ち越しており、期待を寄せられていたが、3回戦で西ドイツのクラウス・グラーンに破れ、そのグラーンもビタリー・クズネツォフ(ソ連)に敗れたため、敗者復活の望みも絶たれた。体格は185cm・125kgと日本人離れした巨躯を誇っていた。同オリンピックでは入場式の際、日本選手団の旗手を務めた。

## 主な戦績
(階級表記のない大会は全て重量級での成績)
- 1962年 - インターハイ　団体戦　2位
- 1963年 - インターハイ　個人戦重量級　2位　団体戦　2位
- 1964年 - インターハイ　個人戦重量級　2位
- 1966年 - 世界学生　重量級　優勝　無差別　優勝
- 1967年 -　優勝大会　3位
- 1967年 - 全日本学生柔道選手権大会　優勝
- 1967年 - ユニバーシアード　優勝
- 1967年 - 世界選手権　無差別　3位
- 1968年 - 選抜体重別　3位
- 1968年 - 優勝大会　優勝
- 1968年 - 全日本学生柔道選手権大会　無差別　優勝
- 1969年 - 選抜体重別　優勝
- 1969年 - 世界選手権　無差別　優勝
- 1970年 - 全日本選手権　優勝
- 1971年 - 世界選手権　無差別　優勝
- 1975年 - 全日本選手権　3位